# Evermarus

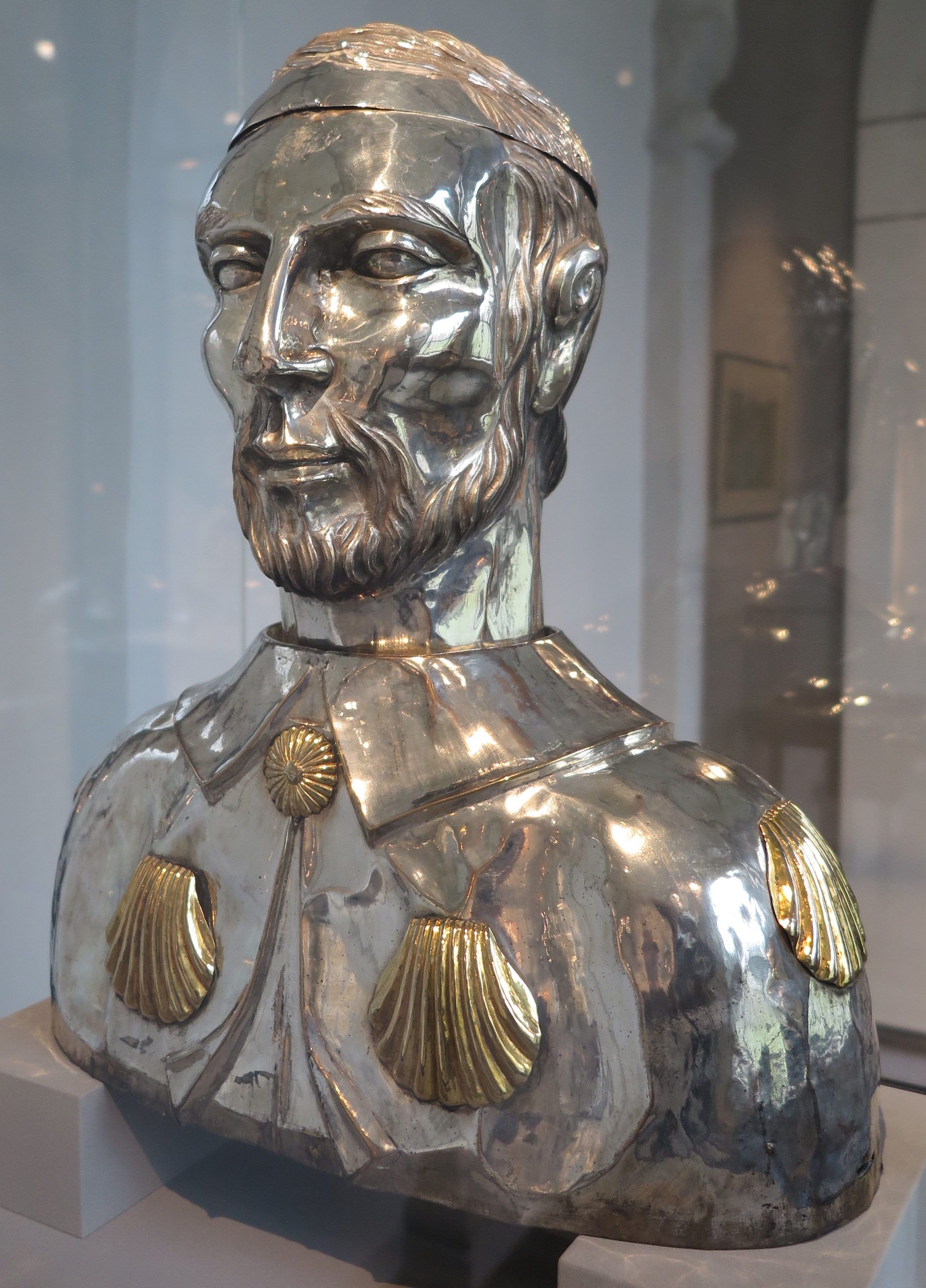
Evermarus-reliekbuste in de schatkamer van de St. Johann Baptist in Aken-Burtscheid

Evermarus leefde in de zevende eeuw, behoorde tot het volk der Friezen, en later werd hij heilig verklaard.
Volgens de legende was Evermarus een edelman die met zeven metgezellen tegen het einde van de 7e eeuw naar op bedevaart ging naar Santiago de Compostela. Op de terugweg werden ze aangevallen en vermoord door de roversbende in Haccourt bij Herstappe.
Evermarus werd heilig verklaard in het jaar 968 en zijn botten werden overgebracht naar de Sint-Martinuskerk in Rutten. In de 11e eeuw werd op de plaats van de ontdekking van de vermoorde heilige de Sint-Evermaruskapel gebouwd. 
De Sint-Martinuskerk en de Evermaruskapel in Rutten behoren sinds de 13e eeuw tot de keizerlijke Abdij van Burtscheid bij Aken. Nadat het gevaar voor Rutten voorbij was, werd het reliekschrijn met de beenderen van de heilige teruggebracht naar Rutten. De schedelkap die in een ander reliekschrijn was ingesloten, bleef echter in Burtscheid. Dit reliekschrijn bevindt zich nu in de abdijschat St. Johann (Aken-Burtscheid).
Op de naamdag van St. Evermarus is er elk jaar op 1 mei een processie bij de kapel in Rutten. In dit zogenaamde Evermarus-spel worden de gebeurtenissen van de moord op St. Evermarus en zijn metgezellen uitgebeeld.

## Galerij

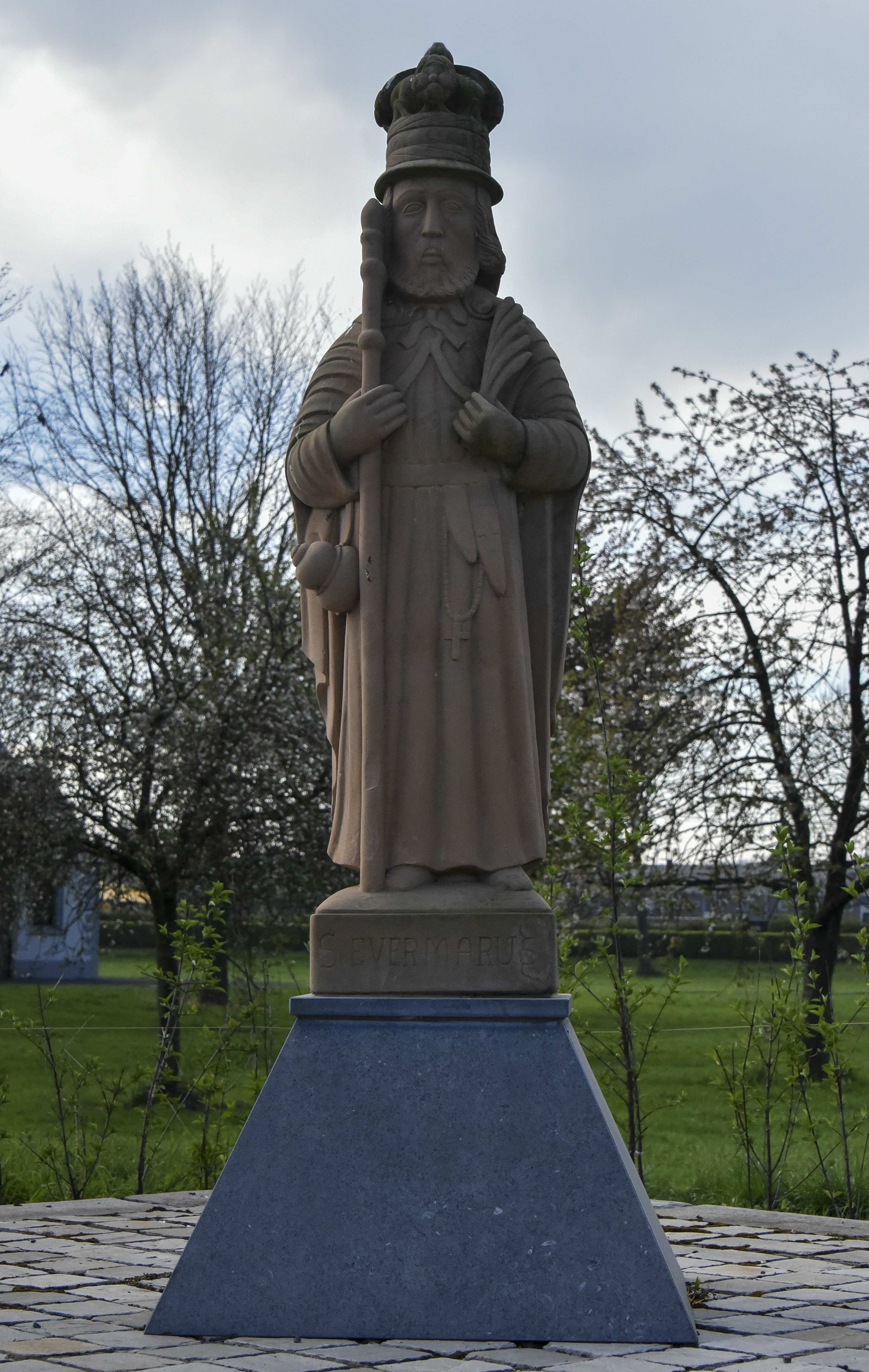
Beeld van Evermarus in Rutten
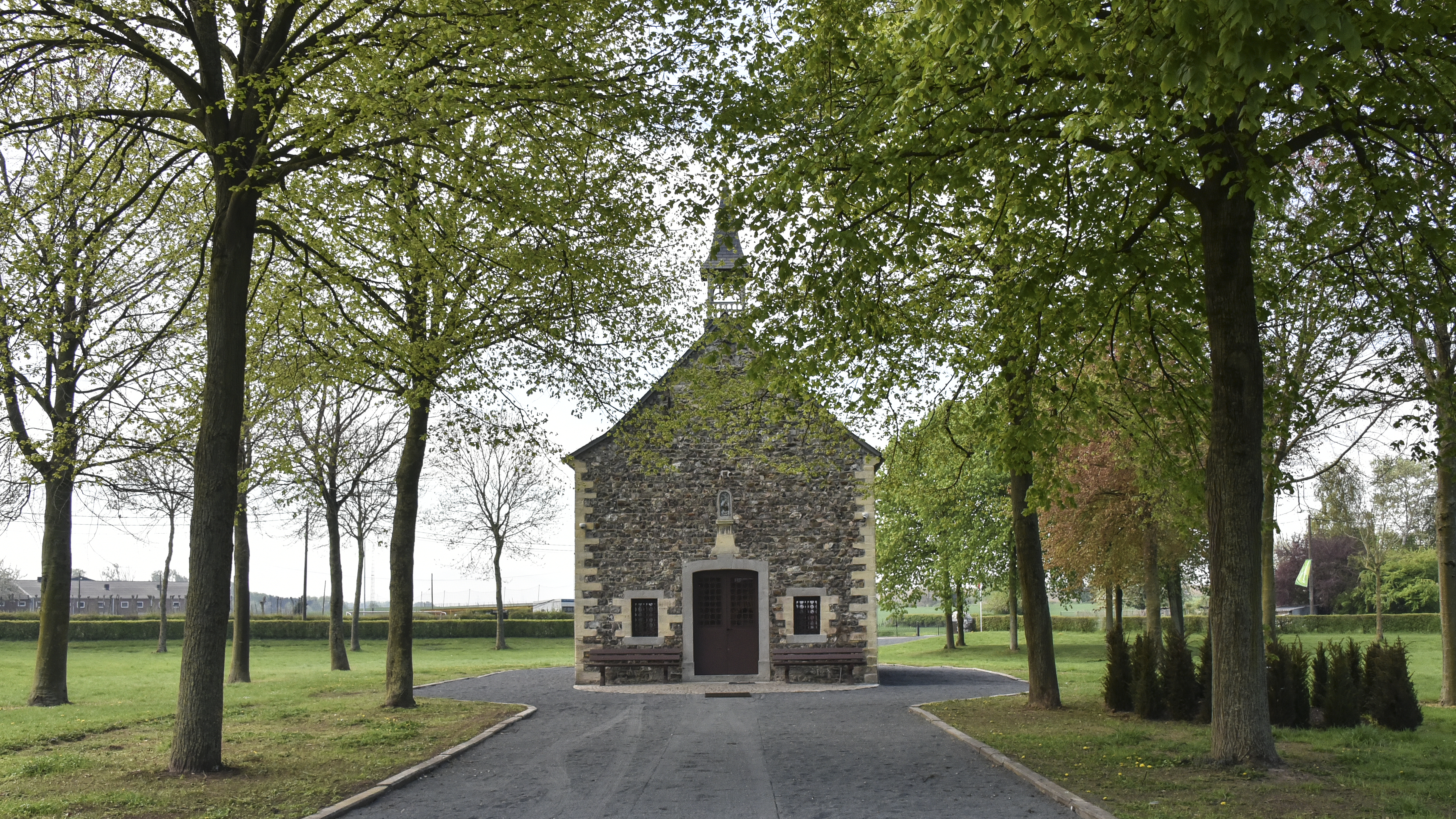
Evermaruskapel in Rutten
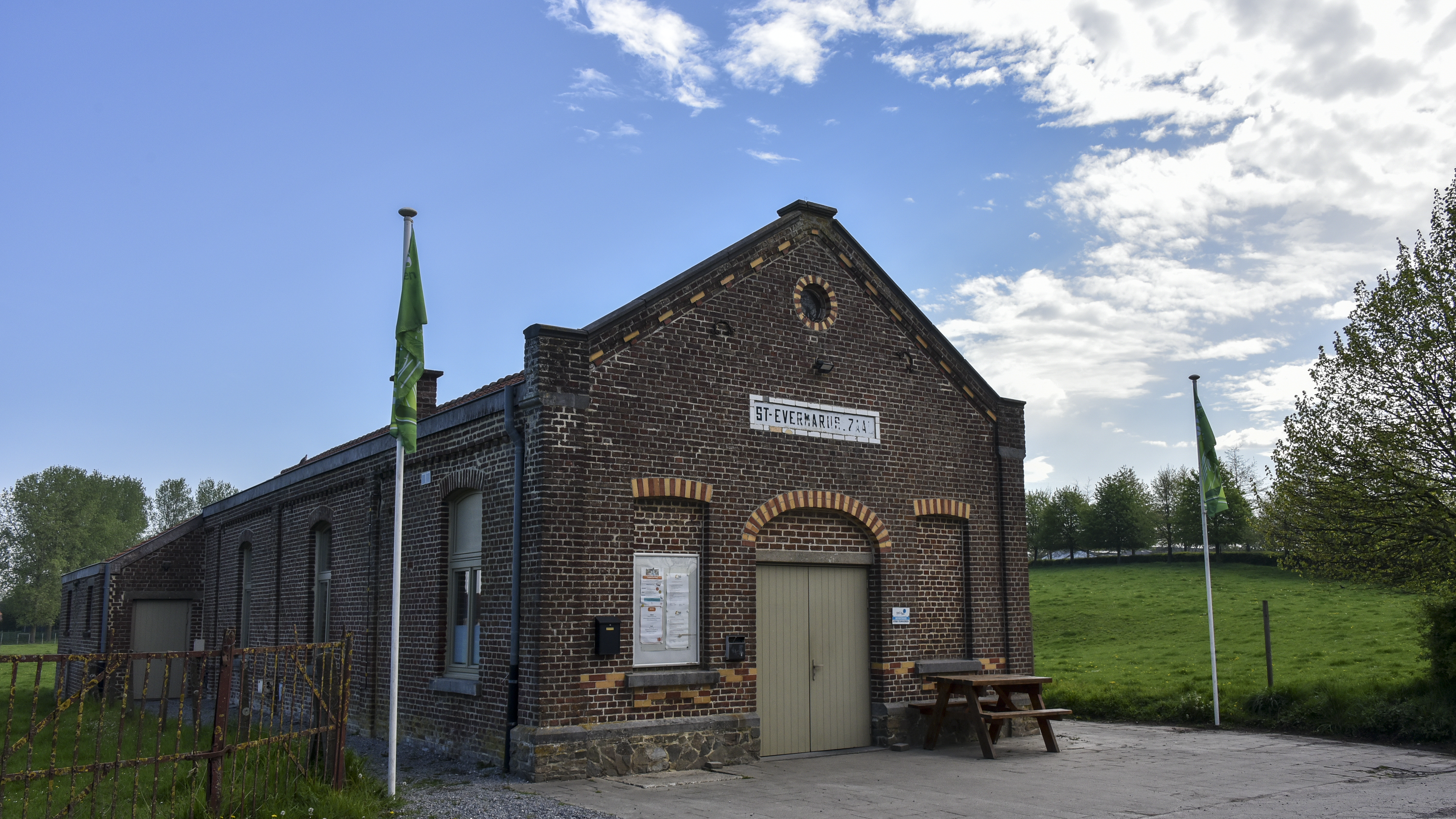
Sint-Evermaruszaal